# Simplog
Simplog（シンプログ）は、かつてサイバーエージェントが提供していたレンタルブログサービス。2012年8月10日サービス開始。
スマートフォンからの投稿に特化したブログサービスとなっており、写真とテキスト300文字で投稿が可能であった。
2018年6月4日15時でサービスを終了した。